# مطالبة المقابل
مطالبة المقابل (بالانجليزية crossclaim)
يعتبر مصطلح مطالبة المقابل الأكثر شيوعاً في دول العالم وفي الأخص في الولايات المتحدة الأمريكية بأنها المطالبة لشيءٍ ما بين المدعي عليهم أو المدعيين في قضية والتي تتعلق بشكل مباشر بموضوع المطالبة الأصلية أو المطالبة المقابلة وفقاً للمعجم القانوني والذي يُسمى (معجم بلاك) في اللغة العربية (المعجم الأسود) يتم تقديم دعوى مقابلة ضد شخص أو متهم آخر أو مدعٍ مشترك للطرف الذي قام بإنشاء الدعوى المتقاطعة. في القانون العام فإن الدعوى المتقاطعة هي طلب يتم تقديمه في المرافعة المرفوعة ضد الطرف الذي يقع على نفس الجانب من الدعوى.

## المحاكم الفيدرالية في الولايات المتحدة الأمريكية
هنالك العديد من القواعد الأتحادية الفيدرالية قد تم تدوينها مسبقاً والتي تتعلق في الإجراءات المدنية وفقاً للحكم رقم 13(ز) في القواعد الفيدرالية فإن الدعوى المقابلة تعتبر دعوى صالحة إذا كانت تتعلق بمسألة الأختصاص الأصلي. ويتم تحديد الأختصاص القضائي المناسب من خلال اكتشاف ما إذا كانت الدعوى التي يتم تقديمها تنشأ من نفس المعاملة أو الحدث الذي هو في الأصل موضوع الدعوى.
أن تعزيز الكفاءة والاتساق تعتبران سياسة السماح بالطلبات المتداخلة. وعلاوةً على ذلك, سيتم التقاضي بشأن الوقائع الأساسية نفسها على الدعوى الرئيسية وكذلك على الدعوة المتداخلة الني تحافظ على الكفاءة في النظام القضائي من خلال حل العديد من المطالب التي قد تنشأ بين الأطراف بدلاً من المحاكم التي تحاكم كل مطالبة على حدةٍ وإعادة تقاضي الوقائع, كما أنه سوف تمنع هذه الأحكام الغير متسقة التي قد تضر بالرأي العام للعملية القضائية.
وأخيراً, نظراً لأن الطلبات المتداخلة للطرف المتحرك فرصة لرفع دعوى لاحقاً. المدعي هو سيد شكواه وهذا صحيحٌ قاطع.

## انظر ايضاً
- متهم
- محاكم الاستئناف
- القانون العام
- قانون جنائي